# Gunnar Kalderén
Karl Gunnar Kalderén, född 17 juli 1898 i Solna församling i Stockholms län, död 24 november 1978 i Nacka församling i Stockholms län, var en svensk företagsledare inom försäkringsbranschen.
Gunnar Kalderén var son till handelsmannen August Karlson och Amalia, ogift Holmertz. Efter studentexamen 1917 fick han anställning hos Försäkrings AB Skandia. Där blev han chef för utrikesavdelningen 1927, kamrer 1930, biträdande direktör 1933, vice direktör 1944 och var vice VD 1955–1964. Han var sedan VD och styrelseledamot i Återförsäkring AB Skandia-Freja 1953–1964 och därefter för Fastighetsaktiebolaget Rota 1952–1965.
Olika förtroendeuppdrag ingick också i Kalderéns verksamhet. Han var engagerad i Svenska flygförsäkringspoolen först som vice ordförande 1952–1957 och sedan som ordförande 1957–1966. Vidare var han ordförande i Svenska atomförsäkringspoolen 1956–1965 och för Nordiska poolen för luftfartsförsäkringar 1957–1965. Han var också styrelseledamot i utländska försäkringsbolag, representant för Sverige i internationella försäkringssammanhang och vice ordförande för International Union of Aviation Insurers 1962–1965.
Kalderén var författare till Om återförsäkring i sakförsäkringar (1938) samt försäkringsartiklar. Han var riddare av Vasaorden (RVO).
Gunnar Kalderén gifte sig 1926 med Inez Enström (1897–1986), dotter till direktören Erik Gustaf Enström, som i unga år hade varit kolportör, och Petronella Sofia Amalia, ogift Lindberg. De fick barnen Lars Kalderén (1928–2015), Erik Kalderén (född 1931) och Malin Gewers Lindahl (född 1935), som varit gift med statsvetaren Göran G. Lindahl.
Han är begravd i svärföräldrarnas familjegrav på Norra begravningsplatsen utanför Stockholm.